# 大川透
大川透（日语：／ Ōkawa Tōru，1960年2月28日—），是一名日本男性聲優，演員。鹿兒島縣出身，Mausu Promotion所屬。

## 生平
- 初期主要作為舞臺劇演員表演，是木下事務所所屬。之後加入Mausu Promotion，并開始以聲優身份參與配音工作。2002年為攻壳机动队 STAND ALONE COMPLEX的主要角色斋藤配音，在此之前一直在動畫配音界中擔任着龍套，閑角的配音。在2003年擔任變形金剛：微型傳說的司令官柯柏文的配音，同年為鋼之鍊金術師羅伊馬斯坦古一角作配音，經過鋼之鍊金術師後，給大川透在動畫界帶來更多主角或要角的配音機會。
- 2005年，大川透的長女在他45歲的時候出生。
- 活躍在海外吹替，動畫，CD，遊戲等配音。經常擔任擔任年長或樣子成熟，耿直和熱血的角色；還有諷刺和冷靜的反派角色，能夠用滑稽的表演嚴肅的角色，最為人熟知的角色是羅伊馬斯坦古。
- 愛好錄音設備，喜歡自己出錢買PlayStation3遊戲，還有玩惡靈古堡（生化危機）全系列。
- 本人是阪神虎球隊的球迷，喜歡吃薩摩揚，這也是鹿兒島的特產，同時喜歡喝燒酒。在自己的日誌欄上曾經寫過自己喜歡日本的純米酒。
- 2017年12月9日，Mausu Promotion宣布大川透因生病療養而必須暫停工作[1]。
- 2018年7月6日，Mausu Promotion宣布大川透已結束休養重投工作[2]。

## 作品

### 電視動畫
- 植木的法則（ディエゴスター）
- 鋼鐵三國志（黄蓋公覆、關羽雲長）
- 機動戰士高達SEED（ウズミ・ナラ・アスハ、ビダルフ）
- 攻殻機動隊 STAND ALONE COMPLEX（齋藤）
- 攻殻機動隊 S.A.C. 2nd GIG（齋藤）
- 十二國記（昇紘、供麒）
- 可愛巧虎島（模仿的樹、老爺爺 其他）
- 忍者亂太郎（邊野茂平次）
- 噬魂者（史比烈特‧亞爾邦）
- 鋼之鍊金術師（羅伊‧馬斯坦古）
- 暮蟬悲鳴時（富竹ジロウ）
- 雙戀Alternative（雙葉愛之助）
- 血戰（詹姆斯）
- 聖魔之血（威廉‧渥特‧華茲華斯）
- 名偵探柯南（佐藤正義、新井隆一、アナウンサー）
- 神奇寶貝（町長）
- 神奇寶貝超世代（鈴村（スーさん））
- 彩雲國物語（公孫）
- BLEACH（狩矢神）
- 火影忍者SD 李洛克的青春忍傳（旁白）
- 下級生（佐竹春彦）
- 新．安琪莉可 Abyss（尼克斯）
- 新．安琪莉可 Abyss -Second Age-（尼克斯）
- 不可思議星球的雙胞胎公主（威爾國王）
- 黒塚KUROZUKA（長谷川）
- 戰國BASARA（德川家康）
- 戰國BASARA 貳（德川家康）
- 花冠之淚（魔王亞羅溫）
- 戰鬥司書系列（馬特阿拉斯特/巴羅力）
- 神靈狩/GHOST HOUND（中嶋康弘）
- 你好 安妮 ～Before Green Gables（約瑟夫・肯辛頓）
- 薄櫻鬼~新選組奇譚~（近藤勇）
- 薄櫻鬼 碧血錄（近藤勇）
- 薄櫻鬼 黎明錄（近藤勇）
- 屍鬼（尾崎敏夫）
- 刀語（鑢六枝）
- 變形金剛：微型傳說（柯博文）
- 變形金剛進化版（飛輪、波特‧C‧鮑威爾）
- GOSICK（布萊恩·羅斯科）
- 結界師（三能辰巳）
- Suite 光之美少女♪（南野奏介）
- 魔乳秘劍帖（三重鳩宗）
- UN-GO（元山南）
- 豆芽小文 Returns（龍太）
- AKB0048（凪沙之父）

1995年
- 忍空（對手、十兵衛、康次、忍者、泰倫提諾）

1998年
- 大嘴鳥（瑪雅的父親）

2000年
- 麻辣教師GTO（上原的父親）

2001年
- 宇宙人形17（茨城新一）

2003年
- 奇諾之旅（拖卡野郎）
- 魔法少年賈修（馬戲團監督）

2004年
- 怪醫黑傑克（協會會員、鴨子醫生）

2006年
- 傳頌之物（薩桑迪、殷卡拉）

2007年
- 我們這一家（柏木大善將軍）
- 鬼太郎第5季（根津三男）
- 天翔少女（櫻野天禪）

2008年
- 墓場鬼太郎（水木）
- 哆啦A夢（約瑟夫）

2009年
- 鬼太郎第5季（見上入道）

2011年
- 迷糊軟網社（澤夏紋十郎）

2012年
- 刀劍神域（希茲克利夫）
- 驚爆遊戲（平清）
- JoJo的奇妙冒險（旁白）
- 櫻花莊的寵物女孩（空太父）

2013年
- 琴浦小姐（春香父）
- Q弟偵探因幡（首領‧范倫鐵諾）
- 宇宙戰艦大和號2199（瓦尔斯·朗格）※2012年起于电影院先行上映
- 黑色嘉年華（迷呀）
- 狗與剪刀必有用（本田文夫）
- 限制級殺手（警長）
- 武士弗拉明戈（原塚淳）
- 名偵探柯南（快递员）※第722～723話

2014年
- 宇宙浪子（背心星人）
- 流浪神差（天神）
- ALDNOAH.ZERO（扎茲巴魯姆）
- 東京喰種（真戶吳緒）
- ONE PIECE “3D2Y” 跨越艾斯之死 魯夫與夥伴的誓言（佛之戰國）
- 晨曦公主（緋龍王）
- 四月是你的謊言（薰的父親）
- 我，要成為雙馬尾（罪惡海龍）
- 魔法科高中的劣等生（風間玄信）
- JoJo的奇妙冒險 星塵鬥士（旁白）

2015年
- 東京喰種√A（真戶吳緒）
- ALDNOAH.ZERO 第2季（扎茲巴魯姆）
- The Rolling Girls（大伴貴將）
- 聖劍使的禁咒詠唱（田中太郎）
- 食戟之靈（佐久間時彥）
- 亞爾斯蘭戰記（卡蘭）
- 鑽石王牌（落合博光）
- Chaos Dragon 赤龍戰役（狗拉瑪、令公烈）
- 流浪神差 ARAGOTO（天神、神器）
- 落第騎士英雄譚（赤座守）
- 受讚頌者 虛偽的假面（迪科嘭嘭）
- Concrete Revolutio～超人幻想～（烏魯）
- 阿松（超能力貓）

2016年
- 疾走王子Alternative（櫻井讓）
- Active Raid－機動強襲室第八課－（舩坂康晴）
- 只有我不存在的城市（澤田）
- 赤髮白雪姬 第2期（武風）
- 亞人（大臣）
- JoJo的奇妙冒險 不碎鑽石（旁白）
- Re:從零開始的異世界生活（拉賽爾）
- Joker Game（詹姆斯警部）
- KUROMUKURO（岳人）
- Concrete Revolutio～超人幻想～ THE LAST SONG（烏魯）
- 至高指令（松平不昧）
- B-PROJECT〜鼓動＊Ambitious〜（舞台監督）
- D.Gray-man HALLOW（瑪耳歌姆·C·魯貝利亞）
- 時間旅行少女～真理、和花與8名科學家～（威廉·吉爾伯特）
- Active Raid－機動強襲室第八課－ 2nd（舩坂康晴）
- 齊木楠雄的災難（才虎的父親）
- WWW.WORKING!!（東田耕作）
- 機動戰士GUNDAM 鐵血的孤兒 第二期（萊斯達爾·艾里昂）
- 信長的忍者（百地丹波、柴田勝家）
- 亞人 第二期（大臣）
- 3月的獅子幸田柾近
- 名侦探柯南（細越氏康）
- Classicaloid（音羽響吾）

2017年
- 亞人醬有話要說（小鳥遊浩二）
- 偶像事變（鬼丸圭吾）
- 鬼平（鹿留之又八）
- ACCA13區監察課（斯佩德）
- 在地下城尋求邂逅是否搞錯了什麼 外傳 劍姬神聖譚（烏拉諾斯）
- Fate/Apocrypha（歌爾多·穆席克·千界樹）
- 妖怪公寓的優雅日常（長谷慶二）
- 天使的3P！（佐渡正義）
- 十二大戰（水猿）
- Just Because!（渡邊老師）

2018年
- 牙鬥獸娘（岡島壹之助）
- JoJo的奇妙冒險 黃金之風（旁白）
- 黃金神威 第2期（鯉登少將）

2019年
- 不吉波普不笑（寺月恭一郎）
- 鑽石王牌 actII（落合博光）
- 在地下城尋求邂逅是否搞錯了什麼II（烏拉諾斯）

2020年
- 暮蟬悲鳴時 業（富竹次郎）
- 在地下城尋求邂逅是否搞錯了什麼III（烏拉諾斯）
- 炎炎消防隊 貳之章（菜途爸爸）
- 黃金神威 第3期（鯉登少將）

2021年
- 暮蟬悲鳴時卒（富竹次郎）
- 漂流少年（聲音）
- 魔法科高中的劣等生 追憶篇（風間玄信）

2022年
- JoJo的奇妙冒險 石之海（旁白）
- 受讚頌者 二人的白皇（迪科嘭嘭[3]）

### OVA
- 動畫古典文學館 - 男性
- 最终幻想VII：降临之子 - 路法斯·神羅
- 間之楔(09年新版) - イアソン·ミンク ( Iason Mink )

2014年
- 流浪神差 - 天神
- 翠星上的加爾岡緹亞-遙遠的巡迴航路 前編 - 漁業公會會長

2015年
- 流浪神差「夜斗神連續殺人事件」 - 天神 ※單行本第15卷限定版附贈DVD
- 亞人「中村慎也事件」 - 大臣

2020年
- ACCA13區監察課 Regards（斯佩德）[4]

### 動畫電影
2005年
- 劇場版 鋼之鍊金術師 香巴拉的征服者 - 羅伊·馬斯坦古
- 名偵探柯南：水平線上的陰謀 - 伊澤洋介

2011年
- 戰國BASARA -The Last Party- - 德川家康
- 永遠之久遠 - 神無月星志

2012年
- 劇場版 Re:Cyborg 009 - 004=Albret·Heinrich

2015年
- 名偵探柯南：業火的向日葵 - 東淸助
- 亞人 -衝動- - 大臣

2017年
- 虐殺器官（DIA職員）

### 網路動畫
2015年
- 不管怎樣都想成為干支 - 牛

2018年
- A.I.C.O. -Incarnation- - 黑瀨進

### 遊戲
- 天诛系列（力丸）
- 戰國BASARA系列（德川家康）
- 新鬼武者 夢之曙光（豐臣秀吉）
- PS3 Tears to Tiara-花冠之大地（亞羅溫）
- JOJO的奇妙冒險 全明星大乱斗（天气预报）
- JOJO的奇妙冒險 天国之眼（天气预报）
- JOJO的奇妙冒險 未來的遺產（喬瑟夫·喬斯達 (老年)）
- 快打旋風III 3rd STRIKE Fight for the Future（隆）
- 快打旋風IV（剛拳）
- 花歸葬（研究者）
- 無盡傳奇2（尤里烏斯）
- 薄樱鬼（近藤勇）
- 我的黑手黨男神（裘迪）

2006年
- 傳頌之物（薩桑迪、殷卡拉）

2013年
- 最后生还者（大卫）

2015年
- 人中之龍0（世良勝）
- 傳頌之物 虛偽的假面（凸嘭嘭）
- 夢王國與沉睡中的100位王子殿下（碎牙）

2016年
- 人中之龍極（世良勝）
- 名偵探皮卡丘～新組合誕生～（名偵探皮卡丘）
- 鬥陣特攻（士兵76）
- 傳頌之物 兩人的白皇（凸嘭嘭、彥峰）
- 文豪與鍊金術師（森鷗外）
- BLEACH Brave Souls（狩矢神）

2019年
- 人中之龍online（世良勝）
- 聖火降魔錄 英雄雲集（亞丹）
- 寶可夢大師（阿桔）

2020年
- 最终幻想VII 重制版（路法斯·神罗）
- 女神异闻录5 乱战 魅影攻手（近衛明）

### 外國影視配音
- 赤壁（魯肅）
- 央視三國演義（曹操）（09年重新配音版本）
- 天線寶寶（丁丁）
- 海军罪案调查处：洛杉矶（山姆·汉纳）
- 少林足球（醬爆）
- 動物方城市（哈斯圖）
- 蜘蛛人：返校日（「禿鷹」亞德里安·圖姆斯）

### 人偶劇
- Thunderbolt Fantasy 東離劍遊紀（凋命）
  - Thunderbolt Fantasy 生死一劍（凋命）

### CD
- 我的老爸是阿宅關連（森田宗助）
  - 廣播劇CD「おたくの娘さん」第1巻（グッズトレイン、2008年6月27日）
  - 廣播劇CD「おたくの娘さん」第2巻（グッズトレイン、2008年9月26日）
- 野性類戀人（熊樫照彥）

## BLCD
- 籠蝶は花を恋う
- 浪漫狩り
- 小悪魔のサンクチュアリ
- 恋の夢さわぎ
- 恋の雪さわぎ
- なかよし公園
- 花降楼 1-君も知らない邪恋の果てに（伊神旺一郎）
- 花降楼 6-華園を遠く離れて～恋路&溺爱～（伊神旺一郎）
- 眼鏡cafe ～GLASS～
- 真昼の月
- 真昼の月2
- ダイヤモンドに口づけを
- 凍る灼热
- 凍る灼热・番外編・紳士協定
- 凍る灼热Ⅱ
- セーラー服はだれが着る
- 花嫁衣裳はだれが着る
- YEBISUセレブリティーズ3
- 羊でおやすみシリーズ vol.2 眠ったらいいんじゃない
- 花嫁色シリーズ-1 花嫁は緋色に囚われる
- 花嫁色シリーズ-2 花嫁は翡翠に奪われる
- 花嫁色シリーズ-3 花嫁は紫龍に乱れる
- 花嫁色シリーズ-4 花嫁は黄金に攫われる
- sexpistols1
- sexpistols3
- 学園エンペラー～ 愛してみやがれ!!
- 純情ロマンチカ4
- 難攻不落な君主サマ
- 茅島氏の優雅な生活
- 爪先にキス
- 秘書の嗜み
- 略奪せよ
- 征服せよ
- 君臨せよ
- 乱れるセクシーリーマンズ
- 淫らなセクシーリーマンズ
- VOICE STATION～HOTEL MAUSU～1
- 月に狼
- 恋泥棒を捜せ！
- FLESH＆BLOOD1
- FLESH＆BLOOD2
- FLESH＆BLOOD3
- FLESH＆BLOOD4
- 兄弟限定!brother×brother
- 兄弟限定2BROTHER×BROTHER
- キスは大事にさりげなく
- 夢はきれいにしどけなく
- 恋は上手にあどけなく

## 外部連結
- 事務所公開簡歷（页面存档备份，存于）（日語）
- T.O.Station 大川透情報局（页面存档备份，存于）（日語）